# 大阪市立天王寺小学校
大阪市立天王寺小学校（おおさかしりつ てんのうじしょうがっこう）は、大阪市天王寺区にある公立小学校。

## 概要
四天王寺の南側に位置する。天王寺区の南部・国道25号以南を校区とし、天王寺駅付近の繁華街や天王寺公園・大阪市天王寺動物園も校区に含まれている。学校は校区の北端に立地する。
学校の南側に国道25号（西行車線）が通っている。児童の交通安全のため、国道25号の南側歩道から地下を通り、直接学校構内へとつながる児童専用地下道が設置されている。児童専用地下道は、日本全国を見てもほとんど例がないとされている。

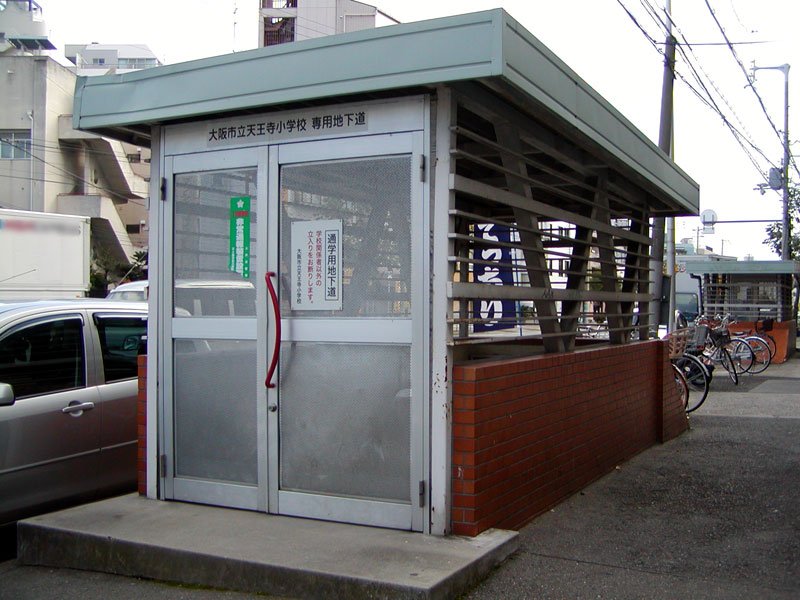
専用地下道入口（国道25号南側）

また地域に伝わるなにわ野菜（なにわの伝統野菜）である、天王寺かぶらを栽培する活動を行っている。
1874年に創立し、現在の大阪市立大江小学校とは起源を同じくしている。1920年に現在地に移転している。太平洋戦争の戦災の影響で終戦直後には一時休校となっていたが、1955年に再開校している。

## 沿革

### 学校創立
明治時代初期の学制発布により、当時の東成郡天王寺村に1874年6月2日、第五大区一小区一番小学校が開校した。学校の場所は天王寺村烏橋とする記録が残り、四天王寺庚申堂の西側付近と推定されているが、正確な位置については不明となっている。
1878年には天王寺小学校と改称している。1880年には東成郡模範学校の指定を受け、補助金交付を受けている。
1890年4月には当時の天王寺村にあった東成郡谷町尋常小学校を合併し、また同年には四天王寺より学校用地700坪の寄付を受けている。
1891年7月には四天王寺から寄付を受けた土地（現在の大阪市立大江小学校敷地）に移転している。この際に天王寺高等小学校を合併し、東成郡天王寺尋常高等小学校と称した。
また一時期、当時の天王寺村にあった阿倍野尋常小学校・天下茶屋尋常小学校を合併し、天王寺小学校の分教場としていたことがあった。しかし両校ともすぐ再独立している。阿倍野・天下茶屋の両校は1901年に合併し、現在の大阪市立晴明丘小学校となった。
1897年4月1日の大阪市第一次市域拡張により、天王寺村のうち大阪鉄道より北部・西部については大阪市に編入合併されることになった。これに伴い大阪市天王寺尋常高等小学校へと改称し、校区は大阪市南区天王寺および生野国分寺へと改編された。
1900年には下寺町に分教場を設置し、校区西部在住の低学年児童を収容した。1902年には校地拡張をおこない、校舎を増築した。これに伴い下寺町の分教場も廃止されている。

### 地域での学校増設
天王寺尋常高等小学校は1903年9月2日、同一敷地（現在の大阪市立大江小学校の敷地）内で、大阪市天王寺第一尋常高等小学校（現在の大阪市立天王寺小学校）と大阪市天王寺第二尋常小学校（現在の大阪市立大江小学校）の2校へ分離した。なお、天王寺・大江の両校とも、2校分離前の天王寺尋常高等小学校（第五大区一小区一番小学校）開校時の1874年6月2日を学校創立と位置づけている。2校の同一敷地共用は1920年まで続いた。
天王寺第二校の開校直後の1903年10月8日には、高等科を天王寺第一校から天王寺第二校に移管した。これに伴い大阪市天王寺第一尋常小学校と改称した。
天王寺地域では児童が増加し、天王寺第三小学校（のち逢坂小学校、1907年1月開校）、天王寺第四小学校（現在の大阪市立聖和小学校、1909年10月開校）、天王寺第五小学校（現在の大阪市立五条小学校、1913年4月開校）が次々と開校した。これに伴い天王寺第一校の校区が縮小し、新設校に児童を送り出している。
1919年10月1日、現在地の土地に校舎を建設し、大阪市天王寺第六尋常小学校を新設した。半年後の1920年4月1日、天王寺第一尋常小学校が天王寺第六尋常小学校内に移転したうえで、天王寺第一・天王寺第六の両校が合併した。合併校は大阪市天王寺第一尋常小学校と称した。
1920年9月1日には、大阪市天王寺第六尋常小学校（のち桃ヶ丘小学校）が開校したことに伴い、周辺校で校区調整を実施した。天王寺第一校関係では、天王寺第五（五条）校へ一部児童を送り出し、また天王寺第四（聖和）校より一部児童を編入している。
1922年10月30日には大阪市天王寺第七尋常小学校（のち河堀小学校）が開校し、校区の一部を天王寺第七校に分離している。
1925年には高等科が併設され、大阪市天王寺第一尋常高等小学校と改称した。

### 昭和時代初期
1934年9月21日の室戸台風では木造校舎が倒壊したが、校内での人的被害はなかった。被災後2年間仮校舎での授業が続き、1936年に校舎を再建している。
天王寺区天王寺地域の小学校は1939年4月1日付で、従来の創立順の番号での校名をやめ、地名などを取り入れた学校名へと一斉に改称することを決めた。これに伴い同日付で大阪市天王寺尋常高等小学校へと改称した。1941年には国民学校令により、大阪市天王寺国民学校へと改称している。
太平洋戦争の激化により1944年9月以降学童集団疎開が実施されることになり、1944年9月10日より奈良県宇智郡五條町（現在の五條市）への疎開が実施された。
1945年3月13日の第一次大阪大空襲では校舎を全焼した。また校区も壊滅的な被害を受けている。このため終戦直後の1945年10月より、天王寺・河堀の両国民学校は聖和国民学校校舎を共用して授業をおこなった。
翌1946年には天王寺・河堀の両校は休校となり、聖和国民学校（1947年大阪市立聖和小学校）へと統合された。河堀国民学校はそのまま廃校となっている。
天王寺国民学校の旧敷地は、新制大阪市立天王寺第一中学校（現在の大阪市立天王寺中学校）の仮校舎などとして転用された。

### 学校再開
地域の復興に伴い、天王寺小学校の再開を求める要望が高まった。1952年には地域住民により天王寺小学校独立推進委員会が結成され、学校再開への準備が始められた。1954年5月28日には天王寺小学校復校促進世話人会が結成され、地域住民に学校再開を呼びかけた。
その結果1955年4月1日、大阪市立天王寺小学校として現在地に再開校した。新1年生142人と、大江・聖和の両校から2年生-5年生の児童252人の転入者を迎えて再開されている。再開2年後には児童数が2倍近くに急増し、その後もしばらく児童数の増加傾向が続いたため、校舎増築工事が繰り返されている。
1964年の創立90周年記念事業として、1960年代前半に児童専用地下道の建設、標準服の制定、校歌の制定などがおこなわれている。児童専用地下道は、当時交通状況が悪化していたことから児童の安全確保のため、1962年3月に着工し同年9月に完成している。

### 年表
- 1874年6月2日 - 第五大区一小区一番小学校として、当時の東成郡天王寺村に開校。
- 1886年 - 東成郡天王寺尋常小学校と改称。
- 1890年 - 当時の天王寺村にあった谷町尋常小学校を合併。四天王寺より学校用地700坪の寄付を受ける。
- 1897年 - 天王寺村の北部が大阪市に分割編入されたことに伴い、大阪市天王寺尋常小学校と改称。
- 1903年9月2日 - 天王寺尋常小学校、大阪市天王寺第一尋常高等小学校（現天王寺小学校）と大阪市天王寺第二尋常小学校（現大江小学校）へ分離。
- 1903年10月8日 - 高等科を天王寺第二校に移管。大阪市天王寺第一尋常小学校と改称。
- 1907年 - 大阪市天王寺第三尋常小学校（のちの逢坂小学校・廃校）を分離。
- 1909年10月 - 大阪市天王寺第四尋常小学校（現・大阪市立聖和小学校）を分離。
- 1913年 - 大阪市天王寺第五尋常小学校（現・大阪市立五条小学校）を分離。
- 1919年 - 現在地に大阪市天王寺第六尋常小学校を設置（天王寺第一尋常小学校から分離）。
- 1920年 - 天王寺第一尋常小学校が天王寺第六尋常小学校構内（現在地）に移転して、第一・第六両校が合併。統合後の校名は天王寺第一尋常小学校。
- 1922年 - 大阪市天王寺第七尋常小学校（のちの河堀小学校・廃校）を分離。
- 1925年3月31日 - 高等科を併設。大阪市天王寺第一尋常高等小学校と改称。
- 1934年9月21日 - 室戸台風により校舎倒壊。
- 1941年4月1日 - 国民学校令により、大阪市天王寺国民学校と改称。
- 1945年3月14日 - 大阪大空襲で校舎全焼。
- 1946年 - 大阪市聖和国民学校（大阪市立聖和小学校）に統合されて休校。
- 1955年4月1日 - 大阪市立天王寺小学校として再開校。
- 1962年9月30日 - 児童専用地下道が完成する。
- 1962年10月1日 - 標準服を制定。
- 1976年12月7日 - 給食優良校として文部大臣賞を受賞する。
- 1982年1月22日 - 第22回交通安全国民運動中央大会優秀校に選出される。
- 1982年10月19日 - 保健体育の指導研究で、文部大臣・日本体育連合会から表彰を受ける。
- 1993年11月11日 - 保健体育の指導研究で、文部大臣・日本体育連合会から2度目の表彰。
- 1994年11月2日 - 給食施設の維持管理が優秀として、大阪府知事から表彰。
- 1996年2月16日 - 第13回大阪市読書感想画コンクールで学校賞を受賞。

## 通学区域
- 大阪市天王寺区 悲田院町、堀越町、南河堀町、北河堀町、茶臼山町、逢阪2丁目、大道1丁目・3丁目・4丁目・5丁目

卒業生は基本的に大阪市立天王寺中学校へ進学する。

## 出身者
- 奈良美也子 - 元宝塚歌劇団花組男役トップスター、日本舞踊家
- 田中絹代 - 女優・映画監督
- 村上和之 - 元プロバスケットボール選手
- 入江陵介 - 元競泳選手

## 交通
- JR・Osaka Metro 天王寺駅 北へ約700m
- 近鉄南大阪線 大阪阿部野橋駅 北へ約700m
- Osaka Metro谷町線 四天王寺前夕陽ヶ丘駅 南へ約700m